# Arrowhead Highlands
Arrowhead Highlands es un área no incorporada ubicada en el condado de San Bernardino en el estado estadounidense de California.

## Geografía
Arrowhead Highlands se encuentra ubicada en las coordenadas 34°13′48″N 117°15′46″O / 34.23000, -117.26278.